# Zespół pałacowo-parkowy Rylskich i Tchorznickich w Sanoku
Zespół pałacowo-parkowy Rylskich i Tchorznickich w Sanoku położony na terenie dzielnicy Dąbrówka.

## Historia

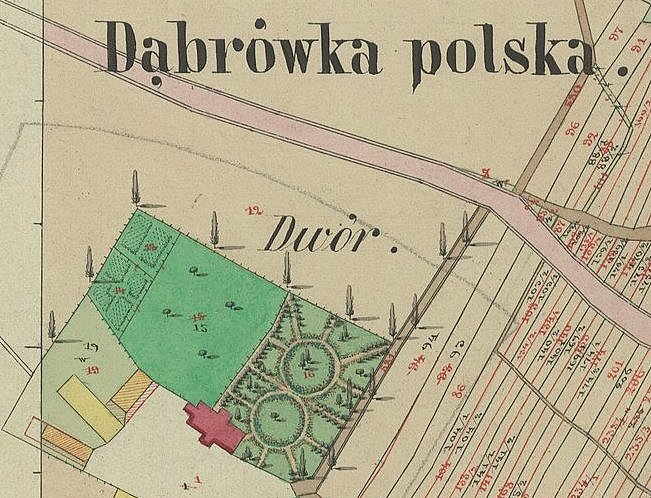
Dwór na mapie sprzed 1914

Pierwszy budynek dworski został wybudowany na przełomie XVIII i XIX wieku. Zachowany budynek dworski pochodzi z XIX wieku (według jednego źródła z 1890). Jego przebudowy nastąpiły ok. 1900 i w XIX wieku.
W przeszłości obszar na pobliskim terenie należał do rodziny Tchorznickich, którzy w XIX wieku byli właścicielami ówczesnych wsi Dąbrówka Polska i Dąbrówka Ruska (źródła wskazały na spadkobierców Jana Tchorznickiego). Rody ziemskie Rylskich i Tchorznickich zostały ze sobą skoligacone po tym, jak w 1853 Zygmunt Rylski (zm. 1898) poślubił Józefę Tchorznicką (zm. 1907). W sierpniu 1905 Józefa Rylska zbyła Dąbrówkę Polską i Dąbrówkę Ruską na rzecz Marii Strzelbickiej (zm. 1908), z domu Ścibor-Rylskiej, żony Mieczysława Strzelbickiego (kwota zakupu wyniosła 50 tys. koron). Po śmierci właścicielki dobra odziedziczyły jej dzieci jako małoletni spadkobiercy, zaś jej mąż Mieczysław został zarządcą tychże dóbr. Według stanu z 1911 właścicielami tabularnymi Dąbrówki Polskiej byli St. I. i St. Strzelbiccy, którzy posiadali 124 ha. 
Przed 1914 Mieczysław Strzelbicki dokonał renowacji dworu, w tym pochodzących nawet sprzed XVIII mebli. Podczas I wojny światowej dwór, jak też jego obiekty (obrazy, meble) uległy zniszczeniom. Po zakończeniu wojny w 1918 w dworze zamieszkała rodzina Strzelbickich, tj. emerytowany starosta Mieczysław Strzelbicki, jego dzieci Stefania, Janina, Stanisław i Marian, oraz opiekująca się nimi ciotka Maria Parczewska. Strzelbicki dokonał ponownie prac renowacyjnych dworu po zniszczeniach wojennych. Majątek w Dąbrówce Polskiej – poza dworem i ogrodem – został przez niego wynajęty celem uzyskania zysku. Przyjacielem rodziny Strzelbickich był prof. Józef Mehoffer, który w 1934 spędzał w majątku wypoczynek. 
Dwór figurował pod adresem Dąbrówka Polska 1. Do 1939 dzierżawcą majątku był Piotr Linscheid, trudniący się rolnictwem, który zamieszkał we dworze wraz z rodziną (żona Olga i dzieci Ferdynand, Ryszard, Waleria i Helena.
W chwili wybuchu II wojny światowej we dworze przebywali dr hab. Stefania Skwarczyńska (na stałe zamieszkująca w Łodzi) wraz z dwiema swoimi córkami Marią i Joanną oraz swoim osieroconym chrześniakiem. Podczas kampanii wrześniowej we dworze chronili się żołnierze i oficerowie Wojska Polskiego, którzy – snując wizję rozegrania się wkrótce walk w rejonie Sanu – nakłonili Skwarczyńską do opuszczenia majątku. Ewakuowała się ona wraz z bliskimi oraz z dzierżawcami dworu w kierunku wschodnim.
Po nadejściu frontu wschodniego i nastaniu władzy komunistycznej do początku grudnia 1944 dokonano administracyjnego podziału ziem we wsi wraz z rozdziałem między mieszkańców. Po 1945 budynek dworski służył jako powierzchnie biurowe. W 2. poł XX wieku na nieruchomości ul. 1000-lecia 83 działał Państwowy Ośrodek Maszynowy w Sanoku. Obecnie pałac dworski znajduje się pod adresem 1000-lecia 83.
Do wojewódzkiego rejestru zabytków zostały wpisane pozostałości parku dworskiego pochodzące z XVIII wieku (A-427 z 16 lipca 2010). Pałac oraz park dworski zostały wpisane do gminnego rejestru zabytków miasta Sanoka, opublikowanego w 2015.

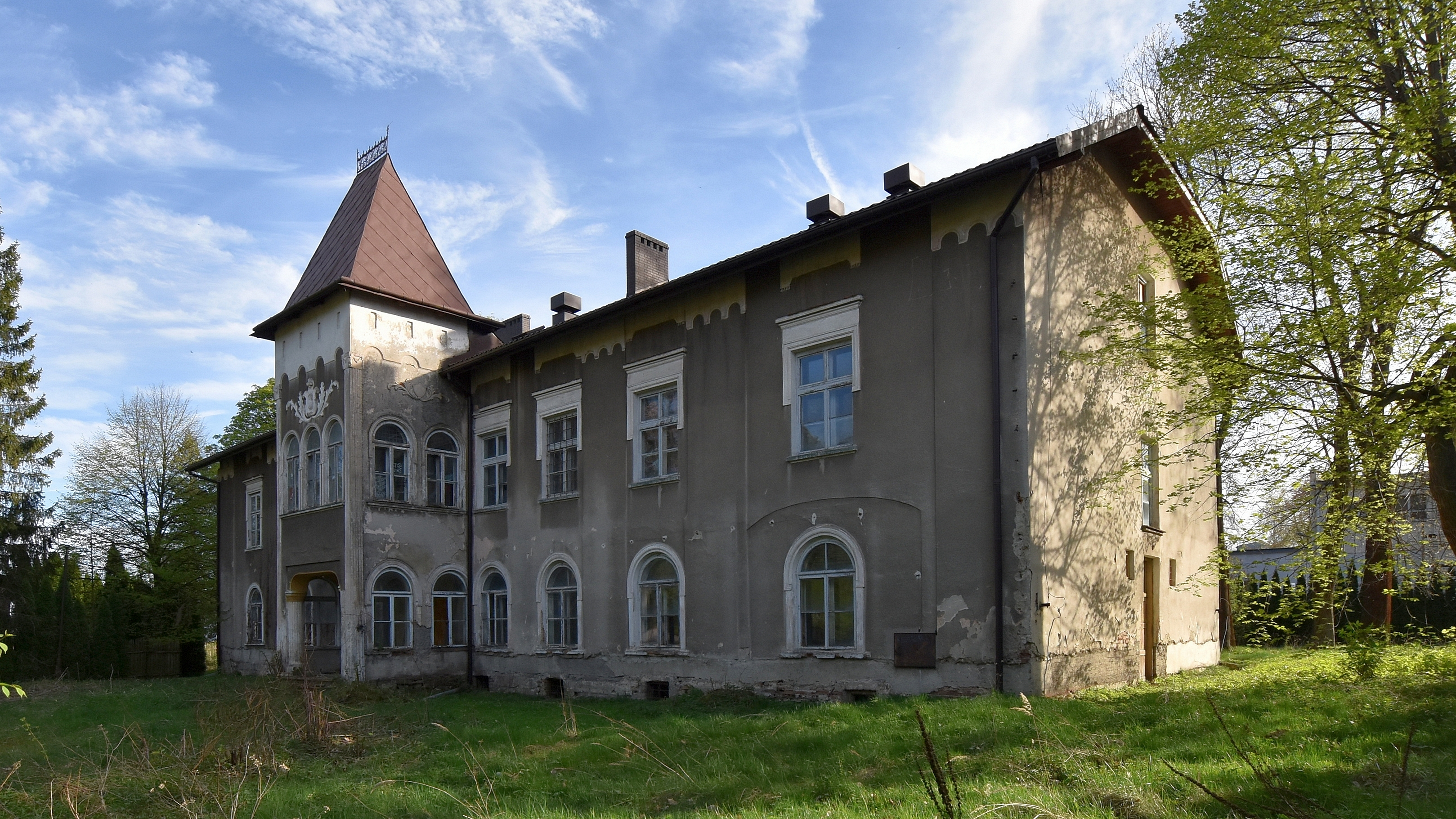
Elewacja ogrodowa
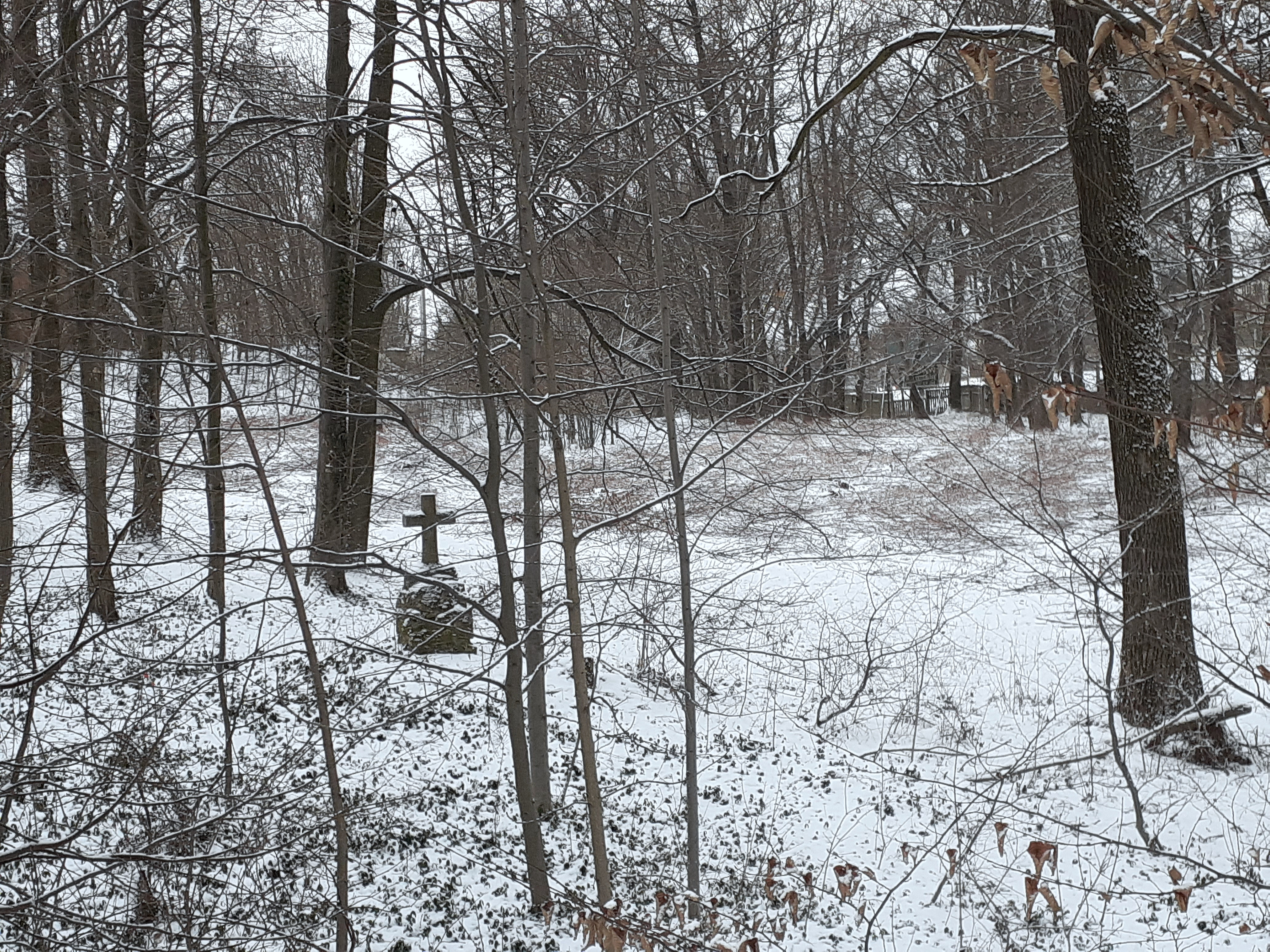
Park
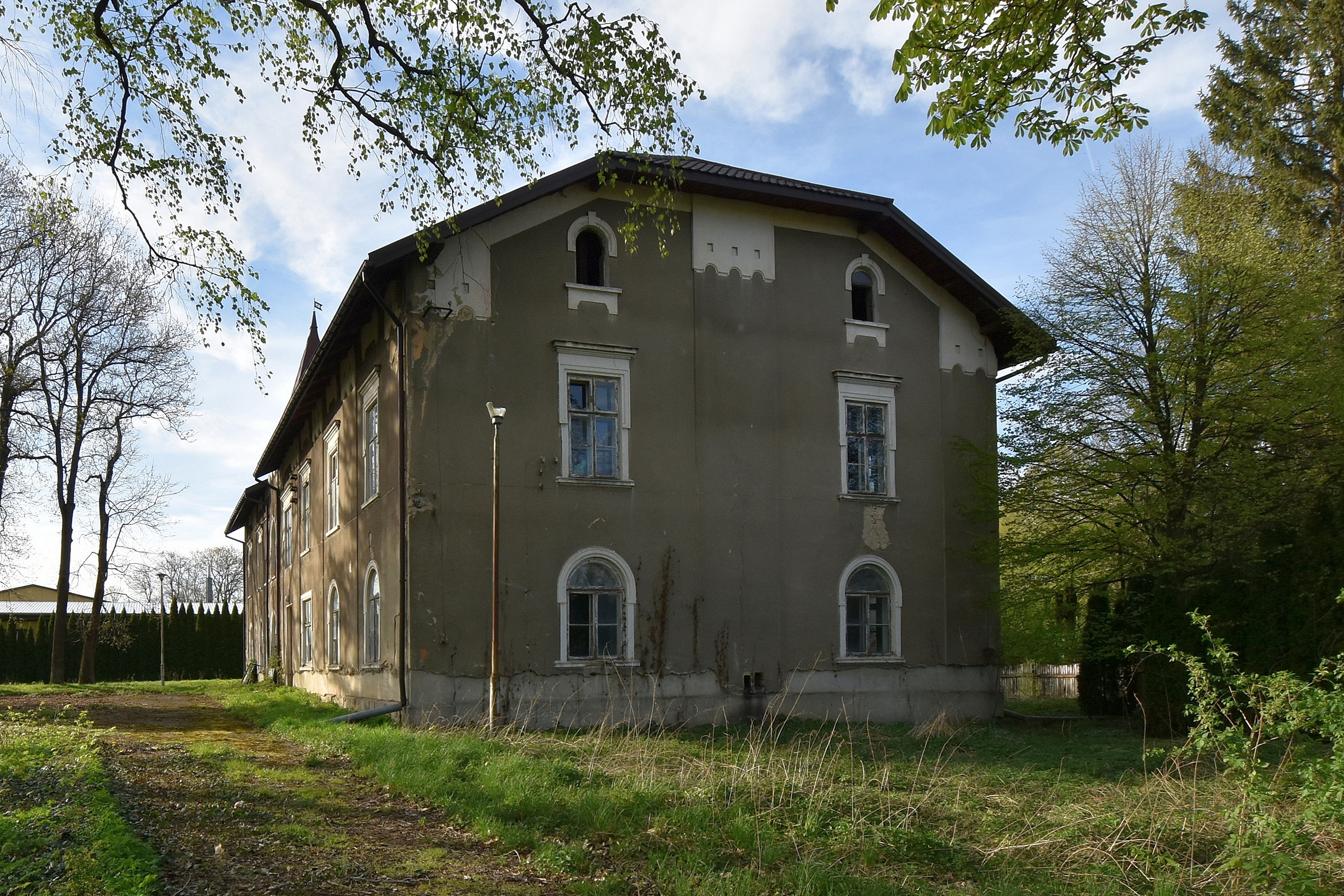
Elewacja tylna